# بولسا
بولسا هو طبق سويدي شمالي تقليدي تمت مقارنته بطبق آخر وهو حشيش اللحم البقري، والذي يتكون من اللحم والبطاطس. مكوناته الرئيسية هي لحم البقر والأوتار والكبد والقلب والرئة والبصل والشعير، ممزوجة بالمرق والفلفل الأسود والمردقوش.
في بعض الأحيان يضاف لحم البقر المفروم أو لحم الخنزير المفروم. عادة ما يتم تقديمه مع البطاطس المهروسة أو المسلوقة والشمندر المخلل، وأحيانًا البيض المقلي.

## معلومات أساسية
يلعب الطبق دورًا رئيسيًا في الرواية المذكورة بإسم بولسان (2002) للمؤلف السويدي تورني ليندغرين (1938-2017)، حيث يذهب رجلان في مهمة شخصية عبر السويد بعد الحرب بحثًا عن «بولسا» السويدية الحقيقية.
تعني الكلمة النرويجية والدنماركية (بولسي) النقانق وحتى إذا لم يكن الطبقان متشابهين، فإن الكلمتين مرتبطتان. البولسا بشكل عام هي ببساطة مجموعة متنوعة تقليدية من حشو النقانق بدون أي ماده يتم التغطيه بها.